# Colobothea hebraica
Colobothea hebraica là một loài bọ cánh cứng trong họ Cerambycidae.